# Friedrich Rückert
Friedrich Rückert (Schweinfurt, 16 maggio 1788 – Neuses, 31 gennaio 1866) è stato un poeta tardo-romantico, traduttore,  studioso e professore di lingue orientali tedesco.

## Biografia
Rückert nacque a Schweinfurt, primogenito di un funzionario contabile. Frequentò il locale Ginnasio e in seguito le università di Würzburg e Heidelberg dove, dopo aver iniziato la facoltà di diritto, si dedicò allo studio della filologia e dell'estetica. Dopo un breve incarico come docente a Jena e un altrettanto breve periodo di insegnamento al Ginnasio, si stabilì in qualità di precettore a Würzburg. Il 3 maggio 1810, all'età di 21 anni, fu iniziato in massoneria nella Loggia "Karl zum Rautenkranz" di Gottinga, della quale un suo zio, Johann Heinrich Rückert, era secondo sorvegliante, e un altro suo zio, Johann Christian Rückert, membro e in seguito segretario.  Tra il 1816 e il 1817 lavorò alla redazione del Morgenblatt a Stoccarda. Trascorse la maggior parte del 1818 a Roma, poi fu a Vienna dove poté incontrare l'orientalista Joseph von Hammer-Purgstall e tra il 1820 e il 1826 soggiornò a Coburgo dove cominciò il suo intenso lavoro di traduttore e adattatore. Nel 1821 sposò Luise Wiethaus-Fischer con la quale ebbe dieci figli. Fu nominato Professore di Lingue orientali all'Università di Erlangen nel 1826 e poi nel 1841 a Berlino dove fu anche membro dell'alta burocrazia. Nel 1849 si ritirò dalle cariche e andò a vivere nella sua proprietà di Neuses vicino a Coburgo dove morì ed è sepolto.

## Opere
Le impressioni della sua prima giovinezza rivivono nel ciclo del 1829 Erinnerungen aus den Kinderjahren eines Dorfamtmannssohns (Ricordi dell'infanzia di un figlio di funzionario di paese) ma il suo primo volume di liriche fu Deutsche Gedichte (Poesie Tedesche), pubblicato nel 1814 con lo pseudonimo di Freimund Raimar, nel quale diede espressione ai sentimenti diffusi in Germania all'epoca delle guerre napoleoniche, particolarmente nei patriottici Geharnischte Sonette (Sonetti corazzati). Tra il 1815 e il 1818 apparvero le prime due parti di Napoleon, eine politische Komödie in drei Stücken (Napoleone, una commedia politica in tre parti) e nel 1817 Der Kranz der Zeit (La corona del tempo). La raccolta Östliche Rosen (Rose dell'est) è del 1822 e, tra il 1834 e il 1838 uscirono i sei volumi delle Gesammelte Gedichte (Poesie complete).
Rückert padroneggiava quarantaquattro lingue europee ed orientali, tra le quali arabo, aramaico, avestico, azero, armeno, berbero, copto, curdo, etiope, ebraico, hawaiiano, hindustani, kannada, malese, malayalam, persiano, pāli, pashtu, pracrito, antico samaritano, sanscrito, siriaco, antico slavo ecclesiastico, tamil, telugu, turco e si rese famoso soprattutto come traduttore di poesia orientale e come autore di liriche ispirate allo stile dei grandi maestri d'Oriente (Al-Hariri, Imru Al-Qays, Abu Tammam, Firdusi, Gialal al-Din Rumi): le traduzioni di Hariris Makamen (1826), Nal und Damajanti (Una storia indiana, 1828), Rostem und Suhrab (1930) e Hamasa (Ovvero le più antiche liriche epiche persiane, 1846) furono subito molto popolari. In veste di studioso pubblicò Morgenländische Sagen und Geschichten (Miti e poemi Orientali, 1837), Erbauliches und Beschauliches aus dem Morgenland (Edificante e contemplativo nella cultura Orientale, 1836-1838), Brahmanische Erzählungen (Storie di Brahmani, 1839) e i sei volumi di Die Weisheit des Brahmanen (La saggezza dei Brahmani, 1836-1839). Contenente più di duemila epigrammi, parabole e novelle in versi, quest'ultima è certamente la sua opera più nota assieme al ciclo di poesie d'amore dedicate a Luise Liebesfrühling (Primavera d'amore, 1844).
Meno celebri e secondari sono i drammi storici pubblicati tra il 1843 e il 1845: Saul und David, Herodes der Große, Kaiser Heinrich IV e Christofero Colombo, mentre Ein Dutzend Kampflieder für Schleswig-Holstein (Una dozzina di poesie di guerra per lo Schleswig-Holstein), pubblicato anonimo durante la guerra con la Danimarca nel 1864, suscitò un vasto interesse tra i contemporanei. Dopo la morte, molte poesie e traduzioni furono trovate tra le sue carte, andando a costituire i volumi dell'opera postuma, come i toccanti Kindertotenlieder (Canti per la morte dei fanciulli) composti in seguito alla tragica perdita di due figli, cinque dei quali testi furono poi musicati da Gustav Mahler.
Prolifico, dotato di una prodigiosa capacità immaginativa e di una disinvolta abilità ritmica e metrica, Rückert praticò con uguale grazia e naturalezza tutte le forme di espressione poetica.

## Influenze
Rückert continua ad avere un notevole influsso sugli studi di orientalistica, come ad esempio è stato nell'opera di Annemarie Schimmel.
Molti compositori tra i più grandi sono stati affascinati da Rückert scegliendo di musicarne i versi: Schubert, Robert e Clara Schumann, Brahms, Loewe, Mahler (Kindertotenlieder e i Rückert-Lieder per voce e orchestra), Richard Strauss, Zemlinsky, Hindemith, Bartók, Berg, Hugo Wolf e Heinrich Kaspar Schmid. Per un totale di circa 121 componimenti, è superato solo da Goethe, Heine e Rilke.
Sulla Marktplatz a Schweinfurt, il monumento al poeta e orientalista eretto dall'architetto Friedrich von Thiersch assieme allo scultore Wilhelm von Rühmann domina dal 1890 la vita cittadina, vicino alla casa natale situata all'angolo di sud-est del municipio.